# 滋賀県道316号比叡山線

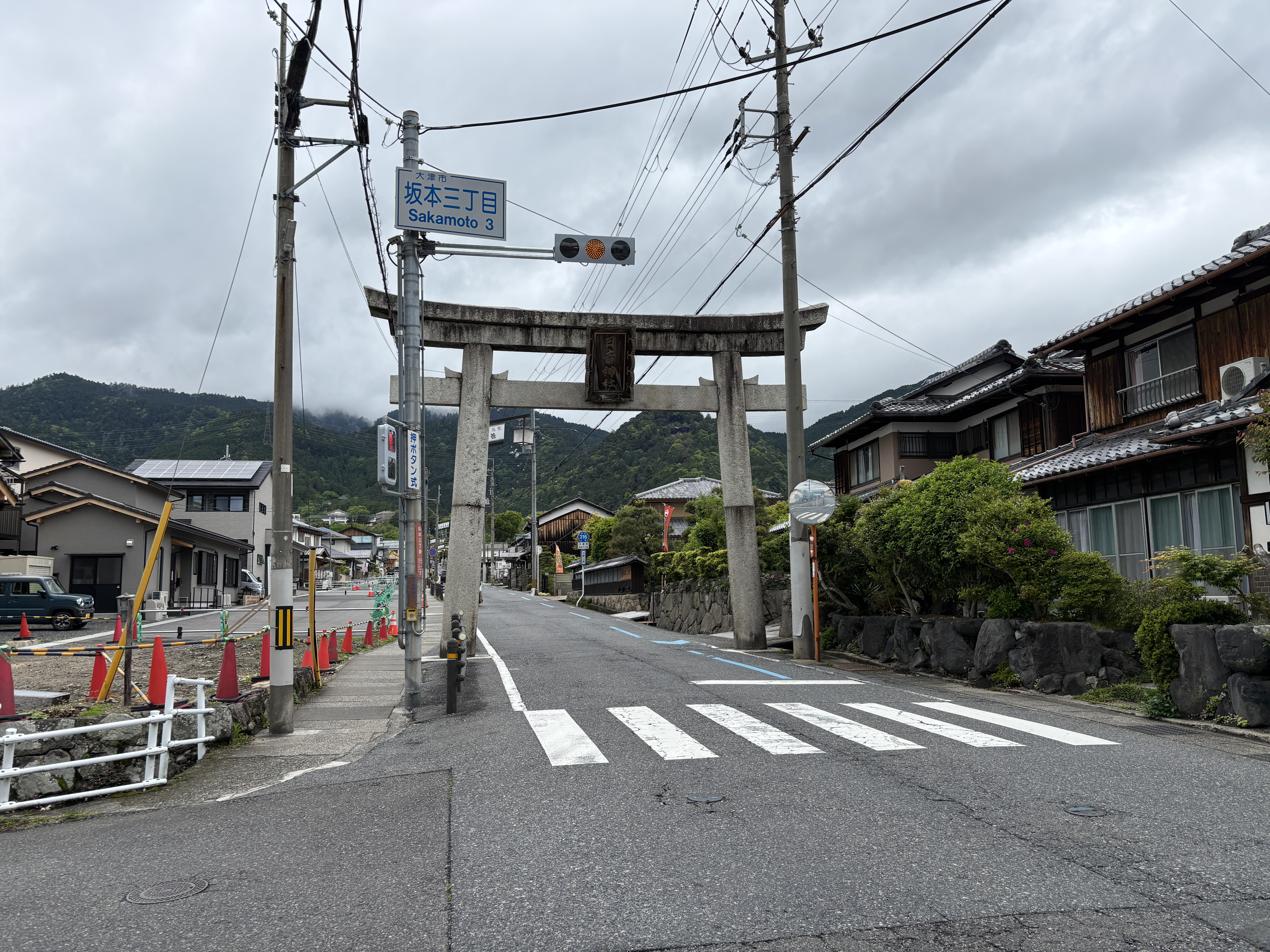
坂本三丁目付近

滋賀県道316号比叡山線（しがけんどう316ごう ひえいざんせん）は、滋賀県大津市を通る一般県道である。

## 概要
琵琶湖西岸から日吉大社付近を進み、比叡山の延暦寺に至る路線。
日吉大社の参道の中央部が当路線として使われている。1980年（昭和55年）の報告書では、この区間の交通量が多すぎて、落ち着いた環境を壊していると意見が出ている。山王祭では船渡御に向かう神輿が通る。
日吉大社の鳥居前から階段を上り、その先で急勾配の非舗装路に変わる。比叡山延暦寺へ至る参道の1つの「本坂」であるが、比叡山鉄道や比叡山ドライブウェイの開通にこの道を使う参詣者は減った。

### 路線データ
- 起点：大津市坂本5丁目（滋賀県道47号伊香立浜大津線交点）
- 終点：大津市下阪本6丁目（下阪本6丁目交差点、滋賀県道558号高島大津線交点）
- 総延長：4.6 km

## 路線状況

### 道路施設

#### 橋梁
- 日吉橋（大宮川、大津市）

## 沿革
第二次世界大戦後は進駐軍が比叡山にある旧日本軍の施設に向かってジープで坂道を上ったという。1958年（昭和33年）に「主要な観光地までの路線」として認定。
2013年（平成25年）度から2027年（令和9年）度にかけて比叡山坂本駅から西側約700 mの区間で拡幅や無電柱化が行われている。道幅が7 - 8 mと狭く歩道がない道路であったが、南側に道幅を広げて歩道を設置する予定。沿道にある日吉茶園や神社などは場所を南側に移し、拡幅工事と並行して周辺の再整備も行われている。大津市坂本3丁目に県道をまたぐ鳥居があったが、この拡幅工事で約100年ぶりに朱色のものに建て替えられる予定。

## 地理

### 通過する自治体
- 大津市

### 交差する道路
| 交差する道路                       | 交差する場所 | 交差する場所             |
| ---------------------------------- | ------------ | ------------------------ |
| 滋賀県道47号伊香立浜大津線         | 坂本5丁目    | 起点                     |
| 国道161号 / 西大津バイパス         | 坂本3丁目    | 比叡山坂本駅前交差点     |
| 滋賀県道558号高島大津線 / 西近江路 | 下阪本6丁目  | 下阪本6丁目交差点 / 終点 |

### 交差する鉄道
- 湖西線

### 沿線
- 比叡山延暦寺（世界遺産）
- 比叡山鉄道 ケーブル坂本駅
- 大津市役所 坂本市民センター
- 延暦寺学園 比叡山中学校・高等学校
- 日吉大社
- 律院
- 京阪石山坂本線 坂本比叡山口駅
- 大津市立坂本幼稚園
- 滋賀銀行 坂本支店
- 社会福祉法人 比叡山坂本保育園
- JR西日本湖西線 比叡山坂本駅
- 大津市立日吉中学校
- 関西みらい銀行 坂本支店